# Krivádia

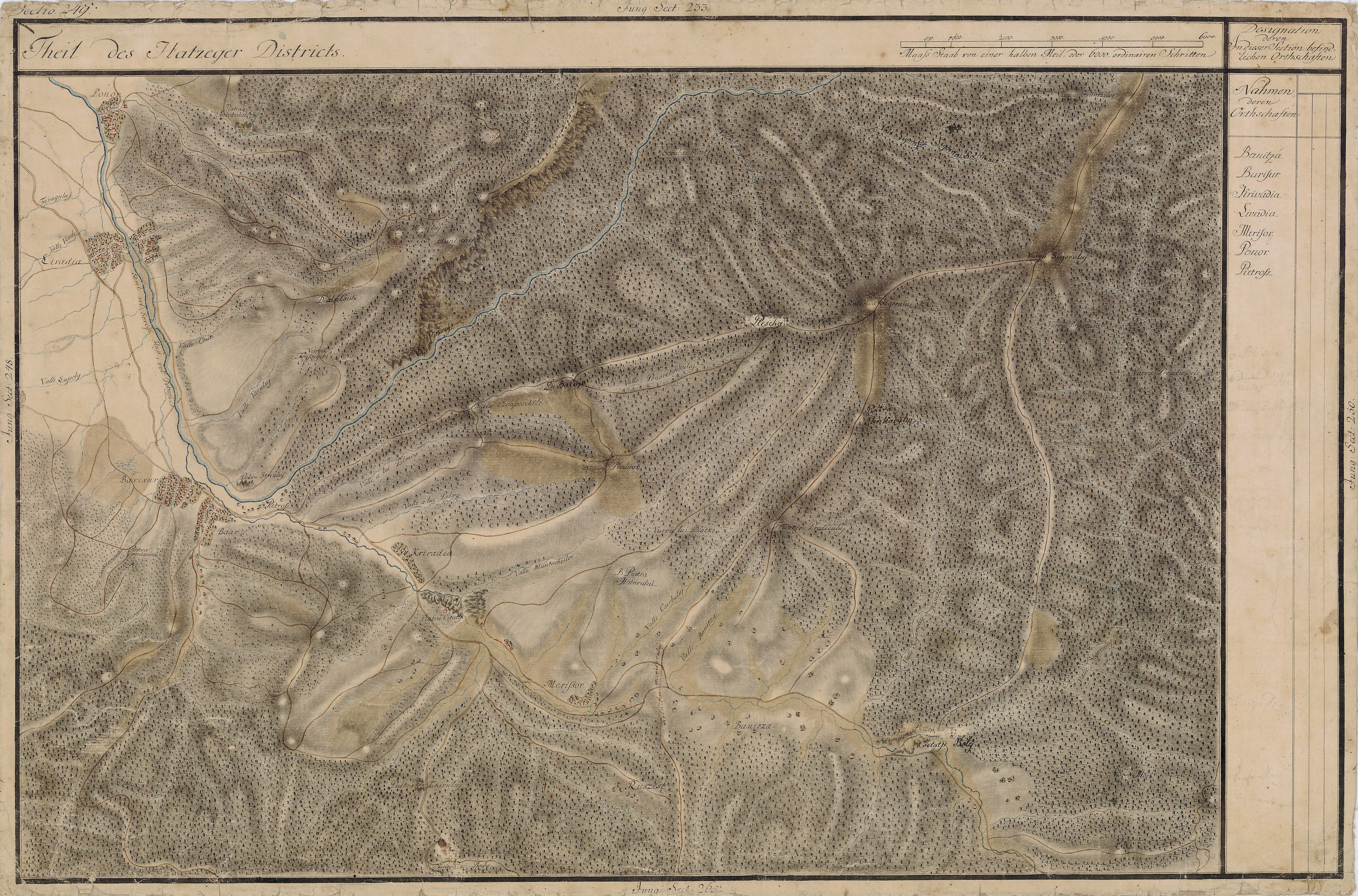
Krivádia egy régi térképen

Krivádia románul: Crivadia, falu Romániában, Erdélyben, Hunyad megyében.

## Fekvése
Petrozsénytől északnyugatra fekvő település.

## Története
Krivádia nevét 1453-ban említette először oklevél p. Kyrwadia néven. 1500-ban p. Krywadya, 1733-ban Krevedje, 1750-ben  Krivedje, 1760–1762 között  Krivádia, 1913-ban Krivádia alakban említették.
1500-ban p. Krywadya a Szentgyörgyi, Szálláspataki, Szp. Szerecsen, Vingárdi Geréb, Demsusi Árka és más családok birtoka. 1536-ban Krywadya a Szálláspataki Szerecsenek közös birtoka volt.
A trianoni békeszerződés előtt Hunyad vármegye Petrozsényi járásához tartozott. 1910-ben 306 lakosa volt, melyből 275 román, 31 magyar  volt. Ebből 258 görögkatolikus, 15 református, 17 görög keleti ortodox volt.

## Nevezetességei
- Krivádiai-szoros természeti rezervátum[1]
- 1528-ban épült vártornyának romja a romániai műemlékek jegyzékében a HD-II-m-A-03304 sorszámon szerepel.[2]